# Eotetranychus bailae
Eotetranychus bailae är en spindeldjursart som beskrevs av Wang 1980. Eotetranychus bailae ingår i släktet Eotetranychus och familjen Tetranychidae. Inga underarter finns listade i Catalogue of Life.